# Los Sims (serie)
Los Sims es una serie de videojuegos de simulación social, diseñados por Will Wright y desarrollados inicialmente por Maxis y posteriormente por diferentes sellos de Electronic Arts. Siempre son distribuidos por Electronic Arts. Es una de las series de videojuegos más exitosas de todos los tiempos. De hecho, en mayo de 2016, la franquicia consiguió llegar a la cifra de 200 millones de videojuegos vendidos en todo el mundo y es la franquicia de videojuegos de PC más vendida de la historia. Los Sims 4 es el más vendido de la saga con un aproximado de 36 millones de copias vendidas; seguido de la primera entrega, Los Sims, con 16 millones de unidades vendidas; Los Sims 2, con un total de 13 millones de copias y por último, Los Sims 3 con 10 millones de unidades vendidas.
Los videojuegos de esta serie carecen de objetivos definidos (excepto algunas expansiones que introdujeron ese estilo de juego). El jugador crea personajes llamados "Sims" e interactúa con ellos colocándolos en casas y ayudándolos a satisfacer sus estados de ánimo y tratando de cumplir sus deseos (o todo lo contrario). Los jugadores pueden colocar a sus Sims en hogares prefabricados o construirlos ellos mismos. Cada expansión aumenta sucesivamente lo que los jugadores pueden hacer con sus Sims introduciendo más criaturas a poder crear o mascotas, trabajos, estaciones, interacciones, modos de juego, objetos y accesorios, así como mundos nuevos.

## Historia

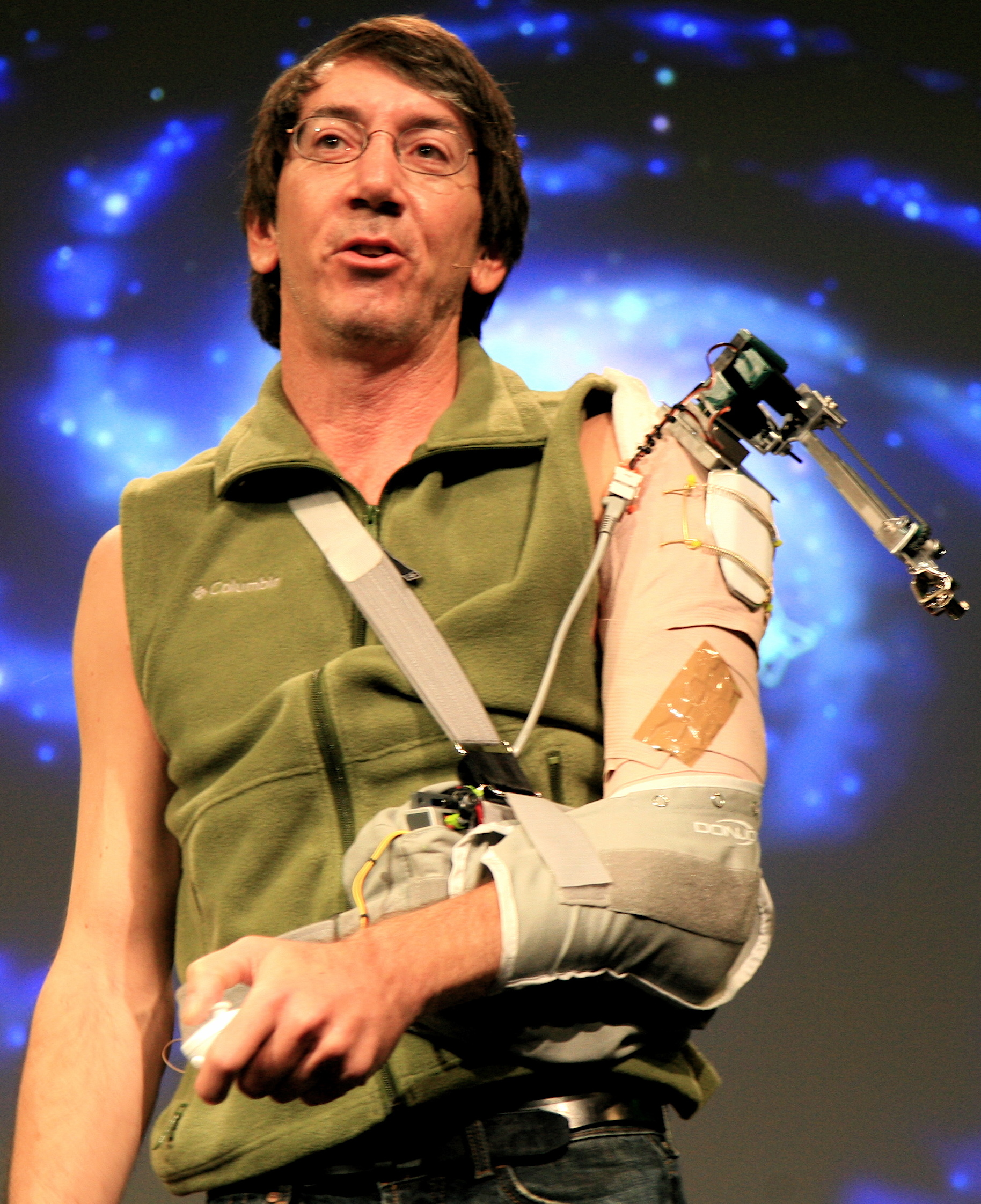
Will Wright

La franquicia ha ido sumando récords durante los años, como ser el juego más vendido de PC de todos los tiempos, conseguir vender más de 200 millones de juegos en todo el mundo o ser una de las series de videojuegos más influyentes. El 4 de febrero de 2010 la serie cumplió 10 años. Consiste principalmente en cuatro videojuegos principales: Los Sims, Los Sims 2 , Los Sims 3 y Los Sims 4, además de varias sagas secuela. Cada uno de estos videojuegos posee expansiones que añaden características, objetos, entre otras cosas.

## Líneas de juego principales

### Los Sims
La influencia que Wright pudo tener antes de concebir Los Sims, parece proceder de otro videojuego que él mismo afirmó haber jugado y que funcionaba de forma similar a su propia creación. Este juego se titula Little Computer People, juego que si bien carece de algunas características básicas con las que se puede contar en Los Sims, podría considerarse como una de las versiones primitivas de este.
Los Sims es el primer videojuego de la serie. Desarrollado por Maxis y publicado por Electronic Arts, fue lanzado para Microsoft Windows el 4 de febrero de 2000. El juego usa la proyección isométrica y presenta una simulación abierta de las actividades diarias de una o más personas virtuales ("Sims") en un barrio en los suburbios de SimCity. Siete packs de expansión y cuatro packs de recopilación con contenido exclusivo han sido lanzados para este juego. La versión original ha salido a la venta en diferentes formatos y también han visto la luz varias versiones para múltiples plataformas.
Ahí, en el Barrio 1 (renombrado a Ciudad Vieja en Animales a raudales) se dieron a conocer los Sims más queridos por el público: Elvira, Homero y Casandra Lápida, Roberto e Isabel Novato, la familia Gentil, la señora Traseroajado... o personajes como los Servos, el Payaso Trágico o los famosos de Superstar.
Actualmente, con las salidas al mercado de Los Sims 2 y Los Sims 3, Los Sims está en desuso por los usuarios, ya que tiene muchas restricciones tanto gráficas como de jugabilidad (sin crecimiento, poca personalización, un barrio no abierto, con cargas entre solar y solar, y gráficos bidimensionales). Eso sí, los fanes de la saga lo recuerdan con gran nostalgia, al ser el primero de todos y tener ese toque especial, que se ha ido perdiendo en sucesoras generaciones, y que le dio Will Wright involucrándose al 100% en el proyecto.
En febrero de 2005 Los Sims había vendido más de 16 millones de copias en todo el mundo, convirtiéndose en el juego de PC más vendido por aquel entonces. El videojuego original, sus siete expansiones y sus paquetes de recopilación constituyen la primera generación de la serie en PC.

#### Expansiones
- Los Sims: más vivos que nunca (The Sims: Livin' Large) - agosto de 2000

Se añadieron más objetos, acciones y habilidades Sims para relacionarse con los vecinos. También nuevos trabajos y temas de conversación.
- Los Sims: House Party (The Sims: House Party) - marzo de 2001

Ahora los Sims pueden realizar fiestas en sus casas, se añaden nuevos objetos de temática festiva y nuevas ropas, como: un piso de discoteca, una cabina de DJ, estéreos nuevos, un toro mecánico, etc.
- Los Sims: Primera cita (The Sims: Hot Date) - noviembre de 2001

Por primera vez los Sims pueden salir de sus casas, ir al centro de la ciudad, a discotecas, a restaurantes para una cena romántica.
- Los Sims: De vacaciones (The Sims: Vacation) - marzo de 2002

Los Sims tienen varios destinos para ir de vacaciones, como son playas, montañas donde hay nieve y bosques para acampar.
- Los Sims: Animales a raudales (The Sims: Unleashed) - septiembre de 2002

Permite a los Sims adoptar una variedad de mascotas y expande el vecindario, en él se pueden construir tiendas, parques, etc.
- Los Sims: Superstar (The Sims: Superstar) - mayo de 2003

Se añade Ciudad Estudio, una nueva zona donde tus Sims pueden trabajar como cantantes, modelos o actores, relajarse en los balnearios y conocer gente famosa.
- Los Sims: Magia potagia (The Sims: Makin' Magic) - octubre de 2003

Tus Sims pueden usar magia y aprender poderes. Se agrega un barrio mágico.

#### Recopilados
- Los Sims: Edición deluxe (The Sims: Deluxe Edition) - 2002

Incluye Los Sims: Más vivos que nunca, Objetos deluxe y El creador de Los Sims.
- Los Sims: Megaluxe (The Sims: Double Deluxe) - 2003

Incluye Los Sims: Más vivos que nunca, House Party, Objetos Megaluxe y El Creador de Los Sims.
- Los Sims: Gigaluxe (The Sims: Triple Deluxe) - mayo de 2004

Incluye Los Sims: Más vivos que nunca, House Party, De vacaciones, Objetos deluxe, Objetos megaluxe, Objetos gigaluxe y El creador de Los Sims.
- Los Sims: La familia al completo (The Sims: Complete Collection) - marzo de 2006

Incluye las siete expansiones, recopiladas en DVD.

### Los Sims 2
Es la segunda versión lanzada el 14 de septiembre de 2004. La versión original fue desarrollada por Maxis y distribuida por Electronic Arts, aunque las expansiones y packs de accesorios entre 2006 y 2008 los desarrolló The Sims Division. Su mayor novedad es el cambio a los gráficos en tres dimensiones, algo que hace más atractivo al videojuego respecto a la primera parte de la serie. Otra novedad destacada es el crecimiento de los Sims, ya que avanzan de una edad a otra, y mueren pasado un tiempo. También se añade la genética, es decir, los descendientes se parecerán física y "simológicamente" a sus ascendentes. Los niños crecen (a diferencia de Los Sims, donde no crecían nunca) y pueden convertirse en adultos y, por supuesto, tener hijos. Así, se crean importantes lazos familiares que se suceden generación tras generación.
Además, los Sims adolescentes, adultos y ancianos ahora tienen aspiraciones, que juegan un papel muy importante en su vida. Se añade el panel de aspiraciones que incluye 8 iconos, 4 de deseos y 4 de miedos del Sim seleccionado. Estos se eligen al azar cuando se despiertan cada día o cuando se cumplen, pero influye mucho en ellos el conjunto de aspiraciones elegido en el modo "Crear un Sim". En el panel también hay un medidor que sube y baja dependiendo de los miedos y deseos cumplidos, aunque baja automáticamente con el paso del tiempo. Si llega a niveles muy bajos, el Sim tendrá verdaderos problemas. Se puede elegir entre varios conjuntos de aspiraciones: romance, familiares, fortuna, popularidad y conocimiento. Los infantes y niños tienen aspiraciones de crecimiento.
Los Sims 2 está situado 25 años después del primer juego. Un ejemplo del paso de los años es la familia Gentil (disponible en el cajón de familias en Los Sims), que se han instalado en el barrio suburbano "Vista Gentil", de hecho, su árbol genealógico revela la relación con la familia que aparecía en el primer juego. Además, la familia Lápida ha sufrido bastantes cambios: Elvira desapareció misteriosamente (presumiblemente abducida por un ovni), aunque antes de su desaparición ella y Homero tuvieron un nuevo hijo (Alejandro), Casandra ya es adulta y Homero es anciano. Begoña Simblanca (la hija de Roberto e Isabel Novato) está de luto por la pérdida de su marido y tiene que criar a sus dos hijos sola. Y se descubre que Miguel De la Soledad (fallecido en Los Sims 2) es el hermano de Elvira Lápida, así como que Miguel estuvo casado con Mina Caliente. Curiosamente, Mina está extrañamente enamorada de Homero. Por eso se cree que ambas tienen algo que ver con la desaparición de Elvira.
Esta versión de Los Sims usa contenido en tres dimensiones, por lo que todo el contenido en Los Sims 2 tuvo que ser creado desde cero. Debido a esto, Los Sims 2 no fue retrocompatible con el contenido de la primera generación de la serie principal. Aun así, algunos objetos fueron replicados del juego original a la secuela por los propios desarrolladores.
Para esta versión se repitió la estrategia de lanzar diferentes expansiones que aumentan la variedad del juego. A finales de 2008 Electronic Arts ya había lanzado todas sus 8 expansiones y 9 packs de accesorios. Se creía que Los Sims 2: "Y sus Hobbies" iba a ser la última expansión, de hecho, EA lo confirmó así, pero a mediados de 2008 lanzaron "Comparten Piso", debido a los retrasos del lanzamiento de Los Sims 3. Puede que por eso mismo, la expansión se enfocó en un nuevo sistema de juego parecido a Los Sims 3: una comunidad vecinal con vecinos controlados por el juego a los que tus Sims pueden visitar. Además, más de 400 objetos de contenido han sido lanzados oficialmente para este juego vía "Los Sims 2 Store". Los Sims 2, todas sus expansiones y packs de accesorios más los 2 packs de recopilación constituyen la segunda generación de la serie principal. Cabe señalar que el desarrollo de esta generación fue trasladado de Maxis a The Sims Division en algún momento durante 2008, con el fin de centrar a Maxis en su próximo proyecto, Spore. El 16 de abril de 2008, EA anunció que las ventas de la franquicia (incluyendo todos los juegos de Los Sims), superó las 100 millones de copias. 

#### Expansiones
- Los Sims 2: Universitarios (The Sims: University) - marzo de 2005

Tus Sims ya pueden ir a la universidad y hacer una carrera, con la que podrá acceder a distintos trabajos exclusivos. Claro que, para conseguirla deberá estudiar mucho (o incorporarse a una sociedad secreta...). Se añade una nueva edad: Joven Adulto; las fraternidades, distintos barrios a modo de universidades y la influencia avanzada. También se añaden los Zombies como criatura Sim.
- Los Sims 2: Noctámbulos (The Sims 2: Nightlife) - septiembre de 2005

Ahora tu Sim ya puede ir de marcha con sus amigos a bailotear toda la noche, intentar ligarse a alguien o simplemente presumir de coche. También se añaden los vampiros como criatura Sim.
- Los Sims 2: Abren negocios (The Sims 2: Open for Business) - marzo de 2006

Con esta expansión, los Sims podrán montarse un negocio en casa o comprar un solar. Vende, compra al por mayor, contrata personal, despídelo si es    necesario, fideliza a tus clientes y trátalos bien. Así tu familia Sim conseguirá una buena cantidad de Simoleones... siempre y cuando no vaya a visitarlos ningún ladrón. También se añaden los robots como criatura Sim.
- Los Sims 2: Mascotas (The Sims 2: Pets) - octubre de 2006

Agrega un nuevo miembro a tu familia. Ahora podrás tener una mascota a quien querer y mimar. Tendrás que domesticarla, ganártela, llevarla a pasear... ¡Y conseguir que no haga pipí en la alfombra! También se añaden los Hombres-Lobo como criatura Sim.
- Los Sims 2: Y las Cuatro estaciones (The Sims 2: Seasons) - marzo de 2007

Con este pack tus Sims podrán disfrutar del cambio de estaciones. Pasarán de un sofocante verano a un frío invierno; de una primavera lluviosa a un otoño lleno de hojas. Lloverá, nevará, granizará, pero no te olvides de ponerlos a buen recaudo ¡o se morirán de un golpe de frío o calor! También se añaden los Sim-Planta como criatura Sim.
- Los Sims 2: Bon Voyage (The Sims 2: Bon Voyage) - septiembre de 2007

Lleva a tus Sims de vacaciones, solo o con su familia, con amigos o con su pareja. Tendrás para elegir una isla tropical, el lejano Oriente o la montaña y olvídate de la vida rutinaria durante una semana. Aprende bailes típicos, saborea la comida de cada lugar, túmbate en la playa, nada en el mar o descubre lugares secretos. Eso sí, no te olvides de tu mochila y la cámara de fotos para inmortalizar aquellos momentos más divertidos durante el viaje. También se añade el Yeti como criatura Sim.
- Los Sims 2: Y sus hobbies (The Sims 2: FreeTime) - febrero de 2008

Sea como sea, disfruta de los hobbies nunca vistos en Los Sims. Juega al fútbol, al baloncesto o al rugby, crea tu coche a partir de un montón de chatarra, monta una guardería, aprende ballet o a tocar el violín, moldea figuras de arcilla u observa el cielo con tus prismáticos. Podrás coleccionar un montón de insectos y exponerlos en tu salón. También se añade el Genio de la Lámpara como criatura Sim.
- Los Sims 2: Comparten piso (The Sims 2: Apartment Life) - septiembre de 2008

Nuestros Sims dejarán su tranquilo vecindario para irse a vivir a un apartamento en la gran ciudad. Son más baratos, pero tendrán que convivir con vecinos de lo más inesperado. Sufrirán el ruido nocturno, se hartarán de oír gritar a los niños y puede que la ropa le acabe oliendo a barbacoa, aunque quizás te enamores y todo valga la pena. Una jugabilidad diferente que te preparará para Los Sims 3. También se añaden los Magos y las Brujas como criaturas Sim.

#### Paquetes de accesorios
- Los Sims 2: Decora tu familia Accesorios (The Sims 2: Family Fun Stuff) - abril de 2006

Añade diversión a tu familia Sim con esta colección totalmente nueva de muebles, ropa y elementos de decoración. Decora sus casas con simpáticos juegos de dormitorio para los niños y renueva el mobiliario del salón a la última. Viste a tus Sims bien conjuntados para que pasen un día inolvidable en familia. Con 60 nuevos accesorios, desde camas castillo hasta réplicas marineras, ¡Tus Sims se lo van a pasar a lo grande!
- Los Sims 2: Todo glamour Accesorios (The Sims 2: Glamour Life Stuff) - septiembre de 2006

Mima a tus Sims con una vida glamurosa, con una colección de muebles lujosos, ropa de moda, y accesorios de decoración extravagantes. Crea lujosas casas amuebladas con las mejores colecciones para dormitorios, salones y comedores. Haz que se fijen en tus Sims al exhibir nuevos vestidos elegantes, conjuntos para la alfombra roja y los estilos más fashion en tu próximo guateque. ¡Tus Sims vivirán la buena vida con 60 nuevos accesorios incluyendo cuadros de pop art, sofás en piezas, una minicadena de alta tecnología, pieles, ¡Y mucho más!
- Los Sims 2: Navidad Accesorios (The Sims 2: Happy Holidays Stuff) - octubre de 2006

¡Dale un toque navideño a tus Sims en estas fechas tan especiales! Endulza las fiestas con esta actualizada colección de geniales accesorios. Decora las casas y jardines de tus Sims con objetos navideños de diferentes partes del mundo y vístelos con ropa especial para estas fechas. Y si tus Sims son buenos, ¡quizás venga alguien a traerte un regalito!
- Los Sims 2: ¡De fiesta! Accesorios (The Sims 2: Celebration! Stuff) - abril de 2007

Ahora tus Sims pueden celebrar sus fiestas con estilo con esta divertida colección de muebles, ropa fashion para fiestas y elementos decorativos. Viste a tus Sims con elegante ropa de boda para una ceremonia glamurosa al aire libre; decora sus casas y jardines para la fiesta más sensacional, o invita a sus amigos y vecinos para celebrar por la noche una elegante reunión. Organiza las celebraciones más espectaculares con nuevos objetos incluyendo deliciosas tartas, coloridas lámparas de papel, globos, brillantes coronas y mucho más. ¡Sé el anfitrión del evento social más importante de esta temporada con tus Sims!
- Los Sims 2: H&M® Moda Accesorios (The Sims 2: H&M Stuff) - junio de 2007

La ropa de H&M llega a nuestros ordenadores de la mano de Electronic Arts, que nos ofrece la posibilidad de diseñar los modelos de nuestros Sims. Vístelos con la ropa que tú vistes, y si posees la expansion de Abren Negocios, móntales una tienda H&M decorándola con el mobiliario de la tienda que conoces. Y además, lo que te hará disfrutar (y a tus Sims) de lo lindo: Organiza desfiles de moda por todo lo alto, como verdaderos diseñadores.
- Los Sims 2: Jóvenes urbanos Accesorios (The Sims 2: Teen Style Stuff) - noviembre de 2007

Ofrece a tus jóvenes Sims todo lo que necesiten para expresar su estilo único con Jóvenes Urbanos. Ahora los Sims más modernos estarán encantados con su nuevo mobiliario exclusivo, peculiares objetos de decoración y ropa de moda para tres estilos bien diferenciados: “Góticos”, “deportistas” y “niños bien”. Regala a tus Sims una nueva cadena de música, una tele y otros aparatos para que vayan a la última y estén siempre en contacto con sus amigos. Luce estos nuevos estilos, ropa deportiva, vaqueros de diseño y conjuntos para practicar yoga. ¡Deja que los Sims más jovencitos den rienda suelta a su creatividad como más les gusta a los adolescentes!
- Los Sims 2: Cocina y baño - Diseño de interiores Accesorios (The Sims 2: Kitchen & Bathroom - Interior Design Stuff) - abril de 2008

Vuelve a diseñar las principales zonas de estar de tus Sims y conviértelas en los espacios más lujosos del barrio. Moderniza el interiorismo de cocina y baño para tus Sims, recreando un estilo contemporáneo o romántico. Transforma el cuarto de baño en un romántico retiro con preciosas bañeras exentas y relajantes focos integrados, o aporta un toque moderno con bonitas duchas y lavabos de cristal. Rediseña su cocina actualizándolas con elegantes electrodomésticos colocados sobre encimeras de granito, o armarios de madera natural junto a hornillos de hierro forjado. Viste a tus Sims con la ropa y los accesorios perfectos para disfrutar de sus magníficas habitaciones nuevas, desde lujosos albornoces hasta delantales de diseño. ¡Conviértete en el diseñador de interiores personal de tus Sims!
- Los Sims 2: IKEA Accesorios para el hogar (The Sims 2: IKEA Home Stuff) - junio de 2008

Decora tu casa con la nueva colección de muebles y artículos de decoración diseñados por IKEA. Podrás crear un ambiente moderno, un despacho espacioso, un salón elegante o un dormitorio acogedor, convirtiendo la casa de tus sueños en algo aún mejor, un cálido hogar. Diseña la casa de tus Sims para que encaje con su personalidad gracias una novedosa gama de sofás, camas, mesas, televisores, estanterías con una gran variedad de patrones y colores para que sean realmente únicos. Dale el toque final gracias a los objetos de decoración de IKEA tales como espejos, lámparas o jarrones. ¡Por fin podrás recrear tu casa a la perfección!
- Los Sims 2: Mansiones y jardines Accesorios (The Sims 2: Mansion & Garden Stuff) - noviembre de 2008

Diseña impresionantes fincas y meticulosos jardines para tus Sims con tres nuevas colecciones: Infunda la mansión de tus Sims con la intrincada belleza de los nuevos diseños marroquíes, añade un toque de estilo retro-moderno con los nuevos elementos art déco, o construye con el imponente nuevo estilo Segundo Imperio. Con una multitud de nuevos elementos arquitectónicos y paisajísticos para elegir, los hogares de tus Sims lucirán más impresionantes que nunca.

#### Recopilados
- Los Sims: 2 Deluxe (The Sims 2: Deluxe) - mayo de 2007

Los Sims 2 + Los Sims 2: Noctámbulos + CD Extra.
- Los Sims 2: Megaluxe (The Sims 2: Double Deluxe) - abril de 2008

Los Sims 2 + Los Sims 2: Noctámbulos + Los Sims 2:  ¡De Fiesta! Accesorios + CD Extra.
- Los Sims 2: Colección definitiva (The Sims 2: Ultimate collection) - julio de 2014

Los Sims 2 + todas las expansiones. Se podía conseguir gratis con un código promocional por el aniversario del juego.

### Los Sims 3
Los Sims 3 fue anunciado por EA en noviembre de 2006. Está disponible en tiendas en todo el mundo y mediante descarga digital desde el 2 de junio de 2009 . También se lanzó la "Edición coleccionista", que incluye objetos exclusivos, un pendrive con forma de rombo y la guía oficial, todo envuelto en una caja brillante. El 5 de agosto, a penas dos meses después de su lanzamiento, EA anunció que Los Sims 3 había vendido 3,7 millones de copias.
La producción de Los Sims 3 se inició después del lanzamiento de  Los Sims 2. El juego se sitúa años antes de la primera entrega Los Sims (se cree que 25 años) y cuenta con mejoras en la interfaz de usuario, así como un barrio abierto, sin pantallas de carga entre solar y solar, con lo que los Sims pueden pasear libremente por la ciudad. Las acciones que realiza un Sim dependerán del contexto en que las realice, quedarán grabadas en su memoria hasta tal punto de que si por ejemplo un Sim viola una norma social, más adelante tendrá la opción de pedir disculpas por lo que ha hecho. El juego usa el motor gráfico similar a CryEngine 2, el mismo con el que se han realizado gráficos tan impresionantes como los del juego Crysis 2.
Diez expansiones han sido lanzadas hasta la fecha para la tercera generación de la serie, además de 9 packs de accesorios, el primero de ellos, celebrando el décimo aniversario de la serie, en él introdujeron 3 de los objetos más solicitados de las dos primeras generaciones. Además, muchos artículos están disponibles en línea en Los Sims 3 Store, mediante pago adicional.
Cabe señalar que Maxis ya no está involucrada en la producción de la franquicia desde su traspaso a la The Sims Division durante la segunda generación. En su lugar, Maxis está centrando sus recursos en el desarrollo de su franquicia Spore. Además, Electronic Arts anunció el 8 de abril de 2009 que Will Wright dejó Maxis para irse a Stupid Fun Club, un estudio de desarrollo de entretenimiento fundado en 2001 por el propio Will y Electronic Arts, los cuales tienen ambos el 50% de las acciones, con el propósito de desarrollar "nuevas propiedades intelectuales para múltiples sectores incluyendo videojuegos, cine, televisión, Internet y juguetería".
Los Sims 3 ha sido lanzado también en plataformas móviles, y también a las consolas de sobremesa y de bolsillo como la Xbox 360, PlayStation 3, Nintendo Wii y Nintendo DS.
En Los Sims 2 y sus hobbies, nuestros Sims podían jugar antes que nosotros a Los Sims 3 mediante una computadora entregada por un hombre misterioso (Rod Humbble).
En mayo de 2009, Los Sims 3 fue filtrado en la red por un descuido de Electronic Arts poco tiempo antes de su puesta en venta alrededor del mundo. La propia empresa aclaró que esa versión era una "demo" llena de bugs y con solo la mitad del mundo donde viven los Sims. Este suceso no ha afectado gravemente a EA en lo que se refiere a número de ventas.
El videojuego base, las diez expansiones, los tres paquetes de accesorios y las 6 entregas constituyen la tercera generación de la serie principal.

#### Expansiones
- Los Sims 3: Trotamundos (The Sims 3: World Adventures)

La primera expansión de Los Sims 3 nos brinda la oportunidad de llevar de viaje a nuestros Sims, como ya hizo "De Vacaciones" y "Bon Voyage". A la hora de viajar, podemos elegir entre tres nuevos mundos ambientados en países de la vida real: Al-Simhara (Egipto), Champs Les Sims (Francia) y Shang Simla (China). En ellos nuestros Sims pueden hacer muchas nuevas y divertidas actividades, entre ellas las Aventuras, en las que se enfrentarán a difíciles retos con el fin de conseguir objetos inimitables. Todo esto enmarcado con los paisajes y culturas más representativos de cada país (pirámides egípcias, pagodas chinas, la Torre Eiffel, trajes regionales, platos típicos...). Además, trae novedades como la herramienta de creación de sótanos, las scooters. Salió a la venta en noviembre de 2009. Se añaden las momias como estado de vida oculto.
- Los Sims 3: Triunfadores (The Sims 3: Ambitions)

Nuevas oportunidades profesionales de éxito en la vida de los Sims. Con Los Sims 3 Triunfadores, se puede decidir si nuestro Sim será un héroe local o por el contrario creará el caos entre los vecinos. Nuestro Sim puede convertirse en bombero, en arquitecto, en cazafantasmas, en médico a domicilio, en investigador o en estilista. También los Sims pueden ser autónomos si tienen el suficiente nivel en una habilidad, por ejemplo puden ser: inventores, escultores, escritores, tatuadores, pintores, etc. Salió a la venta en junio de 2010. Se añaden los simbot como estado de vida oculto.
- Los Sims 3: Al caer la noche (The Sims 3: Late Night)

Los Sims pueden salir al anochecer a divertirse. Ya sea mezclándose con las celebridades o disfrutando de una noche casual con los amigos, pero algunas escenas son más exclusivas que otras, así que los Sims tendrán que tener los contactos necesarios para entrar en las discotecas de moda. Donde quiera que vayan, los Sims descubrirán nuevas cosas para llegar a ser adoradas celebridades, fiesteros de la noche, superestrellas de la música, o sexys vampiros. Salió a la venta en octubre de 2010. Se añaden los vampiros y vampiresas como estado de vida oculto.
- Los Sims 3: ¡Menuda familia! (The Sims 3: Generations)

Ahora cada una de las edades tiene actividades propias de su generación; los niños pueden pasar horas jugando con disfraces o en una casa del árbol, los adolescentes jugar bromas pesadas a sus amigos (o enemigos) y los adultos pasar por una crisis típica de la mediana edad. Los Sims ahora pueden hacer todo tipo de fiestas: desde un tierno cumpleaños infantil o una boda, hasta una alocada fiesta de graduación. No importa la edad en la que estés, siempre habrá algo emocionante que vivir. Salió a la venta el 27 de mayo de 2011. Se añaden los amigos imaginarios como estado de vida oculto.
- Los Sims 3: ¡Vaya fauna! (The Sims 3: Pets)

Los Sims ahora difrutarán de una cálida compañía canina, divertirse con hermosos gatos y cabalgar sobre grandes caballos. Asombrosas y distintas razas para disfrutar; y una gran variedad de personalidades, para que cada mascota sea única y distinta. Grandes aventuras podrán vivir los Sims, desde enseñarles grandes trucos hasta poder ser tu compañía ideal en el hogar. Salió a la venta el 18 de octubre de 2011. Se añaden los unicornios como estado de vida oculto.
- Los Sims 3: Salto a la fama (The Sims 3: Showtime)

Los Sims ahora podrán destacar en trabajos soñados, desde ser un fabuloso mago, pasar a ser un reconocido cantante y terminar por un magnífico acróbata. Con nuevos instrumentos musicales y cabinas de DJ, la diversión jamás cesará. Podrán crear su propio local en vivo con actuaciones de sus amigos y espectáculos nunca vistos; aprenderán el arte de destacar entre la multitud y vivirán el proceso de pobreza a la riqueza. Salió a la venta el 6 de marzo de 2012. Se añaden los genios como estado de vida oculto.
- Los Sims 3: Criaturas sobrenaturales (The Sims 3: Supernatural)

Ahora te podrás adentrar a una ciudad mágica y misteriosa, llena de criaturas inigualables. Tus Sims tendrán la capacidad de vivir (y ser) junto con temidos licántropos, poderosos hechiceros o traviesas hadas. Exclusivas interacciones y personalidades, así como también nuevos muebles, tipos de ropa y oficios. Los Sims podrán reunirse bajo la luna llena con los mismo seres de su especie, y practicar brujería o seguir una misma manada en busca de carne. Salió a la venta el 4 de setiembre de 2012. Se añaden las brujas y hechiceros, los licántropos, las hadas, los vampiros y los zombis como estados de vida ocultos.
- Los Sims 3: Y las cuatro estaciones (The Sims 3: Seasons)

Disfruta de un extenuante calor en verano, las suaves brisas de otoño, la blanca y congelada nieve en invierno y de las cálidas noches de primavera. Los Sims podrán vivir una aventura desde la ciudad, con nuevos climas desde una fuerte llovizna hasta quemarse en el sol por quedarse dormido en la playa. Nuevas y diversas interacciones para usar, tus Sims podrán ser creativos a la hora de diseñar un tierno muñeco de nieve o poder celebrar con juegos artificiales; los niños podrán pedir dulces y golosinas de casa en casa y los adolescentes podrán jugar a comer más tartas o trabajar en un puesto de los besos. Salió a la venta el 13 de noviembre de 2012. Se añaden los alienígenas como estado de vida.
- Los Sims 3: Movida en la facultad (The Sims 3: University Life)

Entrar a una universidad nunca había sido tan divertido, los Sims ahora tienen la posibilidad de estudiar una carrera según su personalidad, donde tendrán que convivir con compañeros de cuarto, maestros y estudiantes. Nuevos y mejores diseños de interiores, tu cuarto lo podrás acomodar como quieras; podrás organizar alocadas fiestas, experimentos científicos y pintar callejones. Con los nuevos grupos sociales, la diversión no tendrá límite, podrás formar parte de los activos deportistas, ser íntegro de los dedicados empollones u organizar protestas como todo un rebelde. Salió a la venta el 5 de marzo de 2013. Se añaden los simplantas o simagreste como estado de vida oculto.
- Los Sims 3: Aventura en la isla (The Sims 3: Island Paradise)

Desde las extensas, hermosas y agradables playas o formar tu propio imperio de complejo turísticos, los Sims se podrán entretener con el mundo tropical y submarino que los rodea. Encontrarán innumerables aventuras que les espera, como crear un bello hogar en el medio del océano, bucear al lado de tiburones y peces exóticos o encontrarse con un temible y gigantesco Kraken. El ambiente isleño permite que los Sims se sientan uno solo con el mar y la arena. Salió a la venta el 25 de junio de 2013. Se añade a las sirenas y tritones como estados de vida oculto.
- Los Sims 3: Hacia el futuro (The Sims 3: Into the future)

Viaja al futuro, donde la tecnología gobierna el lugar, una ciudad ambientada en años de esfuerzo y dedicación hacia los robots, Oasis Landing ofrece eso y mucho más, ya que tus acciones en el presente afectarán el futuro. Conocer a tus futuros descendientes, ser amigo de cariños Plumbots y formar parte de un futuro utópico o distópico a tu conveniencia. Con nuevos diseños de interiores y modernos artículos del hogar, tus Sims jamás se aburrirán en un futuro facilitado por robots y hologramas. ¡Anímate a abrir el portal del tiempo! Salió a la venta el 22 de octubre de 2013. Se añade a los Plumbots como estado de vida.

#### Paquetes de accesorios
- Los Sims 3: Diseño y tecnología Accesorios (The Sims 3: High End Loft Stuff)

Es el primer pack de accesorios para el videojuego Los Sims 3, en el cual se incluyen accesorios modernos y de alta tecnología, tal y como su nombre lo indica. Para celebrar el décimo aniversario de la saga Los Sims, han sido incluidos objetos clásicos de generaciones anteriores: la cama vibratoria del amor, la guitarra eléctrica y el acuario. Salió a la venta en febrero de 2010.
- Los Sims 3: ¡Quemando rueda! Accesorios (The Sims 3: Fast Lane Stuff)

Es el segundo pack de accesorios para el videojuego Los Sims 3. Ofrece a tus Sims el viaje con el que siempre han soñado y el estilo de vida que le acompaña. Elige entre cuatro nuevos estilos de moda; muebles y vehículos: conducción, suspense, rockabilly y lujo clásico. Crea un aparcamiento incomparable para guardar el coche de competición o el bólido de tu Sim. Decora la casa de tus Sims con accesorios de gran lujo que hagan juego con tus nuevos coches de gama alta. El pack agregara 12 nuevos coches: 3 de conducción, 2 de lujo clásico, 4 de rockabilly y 3 de suspense. Además de mobiliario de temática de coches. Hay un nuevo rasgo: Entusiasta por los vehículos, podrán ponerle nombre al coche y llegar a tener una amistad según lo tanto que lo hayas conducido. Salió a la venta en septiembre de 2010.
- Los Sims 3: Patios y jardines Accesorios (The Sims 3: Outdoors Stuff)

Es el tercer pack de accesorios para Los Sims 3. Construye el escenario perfecto al aire libre para tus Sims con muebles con estilo, la electrónica al aire libre, y los hoyos acogedores de fuego y chimeneas. Da a tus Sims una variedad de nuevos jacuzzis donde podrá relajarse con los amigos o conseguir algo más con alguien especial. Sube la temperatura con un nuevo construido de parrilla de sobremesa como parte de la cocina de tus Sims al aire libre y tener su cocina en un nivel completamente nuevo. Elige entre dos estilos nuevos: "Terraza de jardín" que dispone de elegantes piezas de hierro forjado, y "Puesta de sol en la terraza", abrazando el calor al aire libre. Viste a tus Sims en una gran variedad de ropa elegante pero casual para un gran día en el sol o de la noche bajo las estrellas. Salió a la venta en febrero de 2011.
- Los Sims 3: Vida en la Ciudad Accesorios (The Sims 3: Town Life Stuff

- Los Sims 3: Suite de Ensueño Accesorios (The Sims 3: Master Suite Stuff)

- Los Sims 3: Katy Perry Dulce Tentación Accesorios (The Sims 3: Katy Perry Sweet Treats Stuff)

- Los Sims 3: Diesel Accesorios (The Sims 3: Diesel for Succesful Living Stuff)

- Los Sims 3: Los '70 '80 '90 Accesorios (The Sims 3: 70s 80s 90s Stuff)

- Los Sims 3: De Cine Accesorios (The Sims 3 Movie Stuff)

### Los Sims 4
Los Sims 4, la más reciente entrega del popular simulador social de Electronic Arts, el cual fue anunciado el 6 de mayo de 2013, ya el 2 de septiembre de 2014 se lanzó oficialmente en USA y el 4 del mismo mes en Latinoamérica y el resto del mundo. El videojuego posee grandes cambios, ya que el CAS (Create a Sim) es más fácil de usar, el modo Construir que es más intuitivo y fácil con muchas características, como vallas circulares, semimuros de diferentes alturas entre otros. En el modo Vivir se añadieron Emociones y la Multitarea. El juego contó con muchas faltas en su lanzamiento, pero la mayoría se han solucionado a través de actualizaciones.

#### Packs de contenido
- Los Sims 4: De acampada (The Sims 4: Outdoor Retreat)

Primer pack de contenido de la saga, permite a los sims ir de acampada a Granite Falls, el nuevo destino vacacional.
- Los Sims 4: Día de spa (The Sims 4: Spa Day)

Segundo pack de contenido de la saga, permite a los sims ir a relajarse al spa, hacer yoga y meditar, en los dos nuevos spas y un nuevo gimnasio.
- Los Sims 4: Escapada gourmet (The Sims 4: Dine Out)

Tercer pack de contenido que permite abrir un restaurante a una unidad doméstica y controlar la calidad de la comida despedir y ascender de puesto a los empleados de tu restaurante, nuevas recetas, experimentales y no experimentales tus clientes valoran tu restaurante y también un crítico gastronómico
- Los Sims 4: Vampiros (The Sims 4: Vampires)

Este agrega a los Vampiros a la lista de Criaturas disponibles, además de un nuevo barrio llamado "Forgotten Hollow".
- Los Sims 4: Papás y mamás (The Sims 4: Parenthood)

Este añade el nuevo modo para educar a los Infantes, Niños y Adolescentes, estos definirán sus rasgos y personalidad conforme se avance en el juego.
- Los Sims 4: Aventura en la selva (The Sims 4: Jungle Adventure)

Se agrega un nuevo lugar de vacaciones, situada en Selvadorada, donde se puede aprender la cultura local y explorar todo tipo de lugares llenos de trampas y conseguir tesoros, desarrollar la habilidad arqueología y encontrar y explorar un templo
- Los Sims 4: Strangerville (The Sims 4: Strangerville)

Cuando los jugadores accedan a StrangerVille (el nuevo barrio agregado), se encontrarán con algunos Sims de aspecto muy peculiar que actúan de un modo superinquietante y raro. También observarán unas extrañas plantas moradas resplandecientes que brotan por toda la ciudad, agentes federales en las calles y furgonetas de aspecto sospechoso. Por lo que se ve, no todo es lo que parece...
- Los Sims 4: Y El Reino de la Magia (The Sims 4: Realm Of Magic)

Se añaden los hechiceros como un nuevo estado de vida con sus propias habilidades e interacciones que se pueden descubrir al avanzar jugando, además de la posibilidad de crear pociones con distintos efectos o invocar espíritus familiares  y un Reino Mágico como solar oculto en el nuevo mundo llamado "Glimmerbrook".
- Los Sims 4: Star Wars™ Viaje a Batuu (The Sims 4: Star Wars™ Journey to batuu)

Únete a uno de los tres bandos de battu, explora el mundo y adquiere tu propia espada jedi.
- Los Sims 4: Ineriorismo (The Sims 4: Home Designer)

El pack contiene principalmente un nuevo trabajo, el diseñador de interiores y tendremos que cumplir las expectativas de nuestros clientes reformando una habitación; otra cosa principal son los muebles que te ayudarán a decorar tu casa y la casa de los demás. El pack además viene con varias prendas de Crear un Sim.

#### Expansiones
- Los Sims 4: ¡A Trabajar! (The Sims 4: Get to Work)

En el primer pack de expansión de Los Sims 4,en el que nuestros sims experimentaran como un científico, investigarán como un detective o salvarán vidas siendo médico y además, ¡puedes conseguir tu propio negocio!. Es el sucesor espiritual de Los Sims 2: Abren negocios y de Los Sims 3: Triunfadores.
- Los Sims 4: ¿Quedamos? (The Sims 4: Get Together)

Es la segunda expansión de Los Sims 4. Incluye un nuevo mundo europeo denominado "Windenburg" en el que los Sims pueden ir a discotecas y a nuevos lugares de reunión, clubes, más actividades y cafés; así como nuevas interacciones.
- Los Sims 4: Urbanitas (The Sims 4: City Living)

Se agrega el nuevo mundo "San Myshuno", así como nuevos rasgos, tipos de casas (departamentos y penthouses), y la posibilidad de ir a festivales que se celebran en 3 distritos diferentes.
- Los Sims 4: Perros y gatos (The Sims 4: Cats & Dogs)

Este pack de expansión añade perros y gatos, librando interacciones entre dueños y animales acompañados de un nuevo mundo: "Brindleton Bay"; además con la posibilidad de poder tener un mapache o un zorro. Esta expansión es la primera en la saga en tener un paquete de accesorios exclusivo, este fue lanzado el 13 de marzo de 2018 bajo el nombre "Mi Primera Mascota", en este fueron añadidos los Hámsteres.
- Los Sims 4: Y las 4 estaciones (The sims: 4 Seasons)

Como dice en su presentación, agregó las 4 estaciones que existen: verano, otoño, invierno y primavera, con muchas nuevas interacciones apropiadas a cada estación, como festivales, fiestas (tradicionales ya sea como Navidad, Halloween, Día de los enamorados (San Valentín), etc). También introdujo la opción de crear una festividad personalizada. Su fecha de lanzamiento fue el 22 de junio de 2018.
- Los Sims 4: Rumbo a la fama (The Sims 4: Get Famous)

Aspira a alcanzar el estrellato y asciende a la categoría de celebridad. ¡Rumbo a la fama! Alcanza el estrellato dedicándote a la actuación, conviértete en una personalidad VIP y recorre el impredecible camino hacia la fama.
- Los Sims 4: Vida isleña (The Sims 4: Island Living)

Explora un mundo desenfadado de sol, arena y diversión ilimitada donde crear tu paraíso particular. Tanto si contribuyes a la causa de la conservación como si prefieres vivir sin suministros, podrás zambullirte en esta singular cultura y disfrutar de todo lo que ofrece. Participa en actividades tradicionales, luce estilos nativos o degusta un poco de kava. Todo forma parte de la vida isleña de Sulani.
- Los Sims 4: Días de Universidad (The Sims 4: Discover University)

Embárcate en los mejores años de tu vida en tu primer día de universidad. Especialízate en Filosofía, Biología o zumopón. Es tu experiencia universitaria y tú decides cómo vivirla.
- Los Sims 4: Vida Ecológica (The Sims 4: Ecolifestyle)

Sé el cambio que quieras ver en Evergreen Harbor. Inicia un proyecto de aguas limpias con otros colaboradores o construye turbinas eólicas para el suministro eléctrico de la comunidad y observa cómo se transforma tu barrio.
- Los Sims 4: Escapada en la Nieve (The Sims 4: Snowy Scape)

La expansión presenta diferentes tipos de deportes de invierno como el esquí o el snowboard, escalar a la cima de una montaña, así como explorar la cultura local similar a la japonesa, visitar las aguas termales locales y participar en eventos culturales.
- Los Sims 4: Vida en el Pueblo (The Sims 4: Cottage Living)

La expansión se centra en la vida en el campo e incluye varios animales como vacas, gallinas, llamas, aves silvestres, conejos y zorros. También presenta un mundo rural inspirado en Inglaterra de Henford-on-Bagley.

#### Packs de accesorios
- Los Sims 4: Fiesta glamurosa (Luxury Party Stuff).
- Los Sims 4: Patio de ensueño (Perfect Patio Stuff).
- Los Sims 4: Cocina divina (Cool Kitchen Stuff).
- Los Sims 4: Escalofriante (Spooky Stuff).
- Los Sims 4: Noche de cine (Movie Hangout Stuff).
- Los Sims 4: Jardín romántico (Romantic Garden Stuff).
- Los Sims 4: Cuarto de niños (Kids Room Stuff).
- Los Sims 4: Diversión en el patio (Backyard Stuff).
- Los Sims 4: Glamour Vintage (Vintage Glamour Stuff).
- Los Sims 4: Noche de bolos (Bowling Night Stuff) .
- Los Sims 4: Fitness (Fitness Stuff).
- Los Sims 4: Infantes (Toddler Stuff).
- Los Sims 4: Día de colada (Laundry Day Stuff).
- Los Sims 4: Mi primera mascota (My First Pet Stuff).
- Los Sims 4: Moschino (Moschino Stuff).
- Los Sims 4: Minicasas (Tiny Living Stuff).
- Los Sims 4: Fenómenos paranormales (Paranormal Stuff).

## Secuelas y spin-offs

### The Sims Online
En diciembre de 2002, Maxis lanzó a la venta Los Sims Online, que permitía jugar al clásico Los Sims en versión MMORPG, en donde diferentes personas reales interactuaban en salas. El juego buscaba hacerse popular entre los MMORPG, pero desafortunadamente, esto no sucedió así.
Muchos jugadores de los Sims buscaban encontrarse con un juego al estilo del resto de la serie, pero se encontraron con que no podían modificar los objetos igual que como lo hacían en Los Sims. Este hecho combinado con la ausencia de cooperación (que sí marcó el juego durante la fase de pruebas) lo convirtió, según la mayor parte de análisis de revistas, en una gran sala de charla (chat room) en vez de lo que podría haber sido.
En 2008 se creó un proyecto llamado EA-Land, que actualizó The Sims Online en unos nuevos servidores. Estaba basado en el propio The Sims Online, aunque con mejoras en interacciones y lugares, se ofrecía de forma gratuita y lanzaban actualizaciones semanales con la finalidad de revivir el juego. El 1 de agosto de 2008 EA desmanteló el equipo de desarrollo de EA-Land liderado por Luc Barthelet y anunció el cierre definitivo del servicio.

### Los Sims Historias
Los Sims Historias es una serie de videojuegos alterna, cuyo primer videojuego fue publicado en 2007. Es desarrollada y distribuida por Electronic Arts, y está basada en una versión modificada de Los Sims 2 usando su motor gráfico y su interfaz. Este motor de videojuego está optimizado para jugar con computadoras de especificaciones bajas, como las portátiles. Como tal, sus requisitos del sistema son más bajos que los de Los Sims 2, pero aun así funcionan igualmente en ordenadores de sobremesa. El juego tiene varias características especiales para portátiles, como la pausa automática cuando se cierra la tapa o el indicador de batería. Esta serie está hecha especialmente para 3 tipos de jugadores: los que quieren jugar a Los Sims 2 en sus portátiles (que generalmente tienen características inferiores), aquellos que desean participar en otras actividades como la mensajería instantánea mientras juegan, y los que son nuevos en la franquicia. Además de un modo de juego libre como los juegos principales, los juegos también contienen el modo de historia lineal donde los jugadores deben completar una serie de metas a fin de avanzar en la historia. Aunque Historias de la vida e Historias de mascotas cada uno contiene dos historias separadas, Historias de náufragos contiene una historia que es el doble de larga que las historias de cualquiera de los dos primeros juegos. Al ser un juego para iniciados, muchas características importantes de Los Sims 2 han sido suprimidas. Por ejemplo, los Miedos o la etapa Anciano en Historias de mascotas. Oficialmente, el contenido y las partidas no son compatibles con Los Sims 2, sin embargo, algunos jugadores se han dedicado a traspasar los archivos.
Hasta ahora han sido lanzados tres juegos en esta línea y no se espera ninguno más:
- Los Sims Historias de la vida (The Sims: Life Stories) - febrero de 2007
- Los Sims Historias de mascotas (The Sims 2: Pet Stories) - junio de 2007
- Los Sims Historias de náufragos (The Sims 2: Castaway Stories) - febrero de 2008

### MySims
MySims es una serie de videojuegos creada por Electronic Arts exclusivamente para las videoconsolas Wii y Nintendo DS, excepto la primera versión, que se lanzó también para PC, incluyendo un modo en línea. Está destinada para el público infantil y los personajes tienen un aspecto parecido al estilo chibi (término japonés) y a los Mii de Nintendo. La serie se estrenó en septiembre de 2007, con el lanzamiento de la versión original. Es conocida también como la primera de la saga Sim que entra en el mercado chino[cita requerida].
- MySims - septiembre de 2007
- MySims Kingdom - octubre de 2008
- MySims Racing - junio de 2009
- MySims Party - junio de 2009
- MySims Agents - marzo de 2009
- MySims Sky Heroes - septiembre de 2010

### Los Simsen consolas
- Los Sims es el primer juego de Los Sims en un entorno 3D y el primero para consolas.

- Los Sims: Toman la calle (The Sims Bustin' Out) - diciembre de 2003.

es el segundo título de la serie Los Sims en consolas. Fue lanzado para PlayStation 2, Xbox, Nintendo GameCube, Game Boy Advance y N-Gage, a finales de 2003. Como dice su nombre, los Sims pueden salir de casa para visitar otros lugares. Hay dos modos de juego: el Modo Tomar la Calle, con una jugabilidad por misiones y el Modo Libre, muy parecido al juego original de PC. Fue el segundo juego de Los Sims que no salía para PC. La versión de PlayStation 2 también ofrecía la opción de jugar en línea, aunque EA ya ha cerrado los servidores.
- Los Urbz: Sims en la ciudad (The Urbz: Sims in the City) - 17 de noviembre de 2004

Es un juego basado en que los Sims viven en un entorno urbano, presumiblemente dentro de SimCity. El jugador debe ganar reputación y completar las tareas que le proponen los distintos personajes. Fue lanzado para Xbox, PlayStation 2, Nintendo DS, Nintendo GameCube y Game Boy Advance. Además, cuenta con The Black Eyed Peas como PNJ (Personajes No Jugables).
- Los Sims 2 - noviembre de 2005.
- Los Sims 2: Mascotas - 19 de octubre de 2006.
- Los Sims 2: Náufragos - 29 de octubre de 2007.

Este a diferencia de la versión de ordenador tiene la posibilidad de tener a dos jugadores al mismo tiempo, además de controlar al Sim directamente con el mando y con un truco es posible controlar a las Mascotas, en el modo construir se limita al jugador en el número de objetos por casa, pues si lo excedes esta se incendia constantemente, mientras que la versión de Náufragos si tiene un final a comparación de la versión de PC.
- Los Sims 2: Vecinos y mascotas - 22 de agosto de 2008. Únicamente para Nintendo DS.

Este combinaba las expansiones de PC "Los Sims 2 Mascotas" y "Los Sims 2 Comparten Piso", con la posibilidad de abrir una tienda de Mascotas.
- SimAnimals - 21 de enero de 2009. Únicamente para Wii y Nintendo DS.

Siendo el tercer y último juego exclusivo para consolas, es una versión de los Sims pero en lugar de utilizar Humanos, se utilizan 30 especies diferentes de animales.
- Los Sims 3 - noviembre de 2010: Xbox 360, PlayStation 3, Nintendo DS y Wii. Marzo de 2011: Nintendo 3DS.
- Los Sims 3: ¡Vaya fauna! - 21 de octubre de 2011. Xbox 360, PlayStation 3 y Nintendo 3DS.

Las 2 versiones de los Sims 3 para consolas incluyen poderes Karmicos a diferencia de la versión de PC, sin embargo si hay pantallas de carga y el mundo esta altamente limitado.
- Los Sims 4 - noviembre de 2017 : Xbox One y PS4.

Es la primera versión en consolas que es fiel a la de ordenadores, los paquetes de expansión, accesorios y contenido están disponibles como DLC, aunque él orden de lanzamiento de estos es diferente a la de su versión original.

### Los Simsen Teléfonos móviles
- Los Sims 2 Móvil - 2004
- Los Sims Mascotas Móvil - 2006
- Los Sims DJ - 2006
- Los Sims 2 Náufragos - 2007
- Los Sims 3 - 2009
- MySims - 2009
- Los Sims 3 Trotamundos - 2010
- Los Sims 3 Triunfadores - 2010
- Los Sims FreePlay - 2011
- Los Sims 3 Criaturas sobrenaturales - 2012
- Los Sims Móvil - 2017

### Los Sims Medieval
Los Sims Medieval, es un juego que sitúa a los populares personajes de Los Sims en la Edad Media y trae un juego nunca antes visto en la historia de Los Sims. Por primera vez, los jugadores podrán crear héroes, aventurarse en misiones, construir y controlar un reino, y jugar con cada Héroe Sim en la tierra. La creatividad será infinita, con nuevas historias llenas de drama, romance, conflictos, y comedia. Los Sims Medieval ofrece a los jugadores la oportunidad de construir un reino medieval, controlar personajes de todos los ámbitos de la vida, desde reyes y reinas, a Caballeros y Magos, herreros y bardos. Ofrece un sinfín de posibilidades de narración en forma de misiones, desde elaborar una legendaria espada, organizar una boda real, proteger el reino de un malvado hechicero, encontrar la fuente de la juventud. Cada misión será completamente diferente dependiendo del Héroe Sim que se esté controlando.
Los jugadores podrán personalizar cada nuevo héroe que llega al reino, incluyendo la selección de sus rasgos y su peor defecto. Los jugadores se acercarán a sus personajes, no solo enviándoles en misiones épicas, sino también asegurándose de que cumplan con sus responsabilidades diarias, como curar a los enfermos, comerciar productos exóticos, o forjar armas. Lo que le sucede a los Sims depende del jugador.

## Otros

### Los Sims: The Movie
El 28 de mayo de 2007 la revista Vatiety anunció que 20th Century Fox estaba preparando una adaptación cinematográfica de la serie Los Sims. Al parecer, el argumento consistía en que unos niños compraban un juego de Los Sims y un día se dieron cuenta de que lo que hacían en el juego, repercutía en la vida real. Así modificaban su mundo a su gusto. Este argumento hizo que las críticas hacia el proyecto aumentasen considerablemente.
Aun así también existía otra versión del argumento. Según IMDb, se basaría en que "Andie" se muda a Vista Gentil y descubre que allí no todo es tan bonito como parece y que hay mucha rivalidad entre familias. También descubre lo más importante, que están siendo controlados por un poder superior, estaban metidos en un videojuego.
Aún no se sabe si la película se hará.

### MySimscomo serie de animación
El 23 de julio de 2008, EA anunció en una nota de prensa (en la que también anunció la película de Los Sims) que estaba en manos de Film Roman el desarrollo de una serie de animación de televisión basada en MySims.

## Reconocimientos y premios

### Guinness World Records
El éxito de Los Sims ha hecho que aparezca en el Guinness World Records obteniendo 5 récords mundiales en el libro "Guinness World Records: Gamer's Edition 2008". Estos registros incluyen "El Juego de Simulación más Vendido de la Historia", y "El Juego de PC más Vendido de Todos los Tiempos". Todos ellos para el juego original de Los Sims, que vendió 16 millones de unidades, 100 veces la proyección inicial de EA de 160.000 unidades.

### Los Sims: Juego más influyente de la década (Wired)
El 24 de diciembre de 2009, la prestigiosa revista Wired hizo una lista de los 15 juegos más influyentes de los últimos 10 años, y Los Sims consiguió el primer puesto.

### Los Sims 3: Juego más considerado con los animales en 2009 (PETA Proggy Awards)
En diciembre de 2009, la PETA (People for the Ethical Tractement of Animals), organización internacional en defensa de los animales, entregó los Proggy Awards (Premios por el Progreso), y Los Sims 3 consiguió ganar en la categoría de "Juego más considerado con los animales". La organización reconoció la posibilidad de crear a un Sim vegetariano en el juego, que enferman si comen carne por error y que éstos viven más días.

### Will Wright: AFTA Academy Fellowship Award
En octubre de 2007, la Academia Británica de las Artes Cinematográficas y Televisivas (BAFTA) reconoció el trabajo de Will Wright en el mundo de los videojuegos otorgándole el premio de miembro honorífico BAFTA Academy Fellowship Award, siendo el primer BAFTA para el mundo de los videojuegos.

### Will Wright: Vaguard Award 2007
El 20 de enero de 2007, justo el día de su 47º aniversario, Will recibía el Vaguard Award, premio otorgado por la organización "Producers Guild of America", reconociendo sus avances en la comunicación y en la tecnología. George Lucas, Pixar o James Cameron lo consiguieron antes, pero Will es el primer productor de videojuegos que recibe este galardón.

### Will Wright en el Salón de la Fama
En febrero de 2002, Will Wright obtuvo una estrella en el Salón de la Fama de la Academia de Artes y Ciencias Interactivas, siendo la quinta persona en conseguir una.

### Lucy Bradshaw: Una de las más influyentes en la industria del videojuego
No solo Will recibe reconocimientos. Lucy Bradshaw, una de las creadoras de juegos como SimCity 3000, Los Sims y Spore, ha entrado en varias listas de "mujeres más influyentes en la industria de los videojuegos". Kotaku la colocó en el séptimo lugar, y GamingAngel en el primero.

## Mundo Sim

### El Simlish, el lenguaje Sim
Los Sims hablan un idioma llamado "Simlish", basado en el italiano, el francés, el checo y el japonés, aunque con raíces latinas. Este lenguaje fue creado por Stephen Kearin y Gerri Lawlor y no está completo, por lo tanto no se puede aprender. Algunas palabras en Simlish son "hey" [jei] (hola), "dag-dag" (adiós), chumcha (pizza) o soon-soon (hola y adiós; utilizado en los tráiler de juegos de los Sims).
Varios cantantes internacionales han interpretado de nuevo sus canciones más exitosas en el idioma de Los Sims: la artista inglesa Lily Allen grabó una versión de su hit "Smile" en Simlish para un vídeo de promoción a Los Sims 2 y las Cuatro estaciones; el grupo español La Oreja de Van Gogh también grabó "Dulce locura" para Los Sims 2: Mascotas; Depeche Mode también participó en Los Sims 2; para el juego "Los Urbz: Sims en la ciudad", fueron grabados temas de los Black Eyed Peas como "Shut Up" o "Let's Get Started"; otro grupo que también incluyó una canción en Simlish fueron las Pussycat Dolls, con su sonado "Don't Cha"; también Katy Perry hizo lo suyo con una versión de su canción "Hot N Cold" y Last Friday Night; Charlotte Martin también grabó su éxito "Beautiful Life" para Los Sims 2: Universitarios; y recientemente, Datarock interpretó en Simlish "Fa, Fa, Fa" (Los Sims 2) y "True Stories" (Los Sims 3); Nelly Furtado ha interpretado "Manos al Aire" para Los Sims 3: Trotamundos, al igual que Matt & Kim con su tema "Daylight", Posteriormente en el Sims 3 y 4 Cody Simpson, V.V Brown, Fun, Bonnie Mckee, 30h3, Carly Rae Jepsen, Tori Kelly entre muchos más cantaron sus Hits en el idioma.

### El Simoleón, la moneda Sim

Símbolo del Simoleón.

Los Sims utilizan en todos los videojuegos en donde aparecen (incluida la serie SimCity) su propia moneda, el "Simoleón", de símbolo § (una "S" con un círculo pequeño en el centro). Se desconoce el valor del Simoleón en otras monedas reales.
Normalmente se ganan trabajando, vendiendo cuadros, novelas (ganando popularidad en SimCity), etc...
En SimCity, se usan dichas monedas  para construir la ciudad.

### La plomada verde, el símbolo internacional Sim

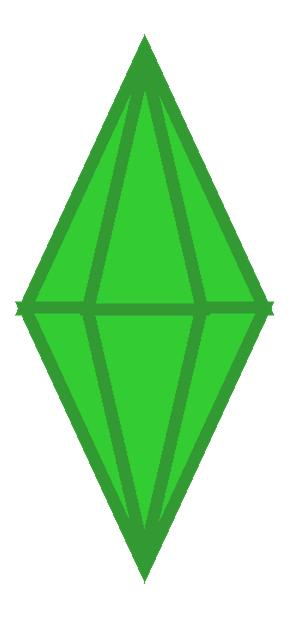
Plomada verde.

La "plomada verde" (en inglés "plumbBob", es lo que caracteriza a la saga, una forma tridimensional consistente en dos pirámides de base hexagonal unidas por tal base, formando un rombo tridimensional) se utilizó por primera vez en Los Sims, donde era un indicador del estado de ánimo del Sim seleccionado, girando sobre su cabeza y que cambiaba de color (tonos entre verde, amarillo y rojo). En un principio iba a tener forma de un simple rombo con profundidad (tal y como aparece en el segundo tráiler del juego). En ese juego solo tenía la simple función de indicador, pero más adelante, Maxis empezó a utilizarla en los tráileres de las expansiones del juego original, donde aparecían personas reales con una plomada verde, iluminada y de cristal y jugaban con que cuando alguien se colocaba una que no era la suya, se comportaba como el Sim al que le pertenecía.
Entonces se fue haciendo más famosa entre la comunidad y fue apareciendo también en los juegos de consolas. Hasta que apareció Los Sims 2 y ésta se incorporó al logotipo y, por supuesto, al juego. Se convirtió en el símbolo internacional de Los Sims y los fanáticos de la serie comenzaron a ponerse en la cabeza la plomada Sim con una diadema o gorra y un pequeño alambre. Cuando faltaba cerca de un año para el lanzamiento de Los Sims 3, EA empezó a dar detalles de él y se reveló que en el logotipo (similar al de Los Sims 2), la plomada aparecía muy grande tras las letras (a diferencia del de Los Sims 2, donde aparecía pequeña encima de la "I". Electronic Arts, entonces, registró la imagen de la plomada. Desde entonces la utilizan en los avances de Los Sims 3, donde aparece girando sobre sí misma con un "3" arriba a la derecha o con el texto "Los Sims 3" encima suyo, y por supuesto, también en el propio juego.
Aparece también en todas las secuelas de Los Sims, en SimAnimals y en algunos SimCity.
En Los Sims 2, cuando dos Sims están haciendo "ñiqui-ñiqui" en el jacuzzi, uno de los dos sacará el brazo por encima del agua e intentará, agarrar su plomada.
También ha salido Los Sims Freeplay y otras versiones para los celulares , En PS2 y Xbox en los Sims 2 hay la posibilidad de jugar con otra persona y la plomada del segundo jugador se torna color Azul, En algunos de los Sims que son NPC y mascotas las plomadas se tornan transparentes o grises.Las plomadas algunas veces tienen efectos dependiendo la acción que hagas en los Sims 2 de PC la plomada se abre y saca una versión más pequeña cuando el Sim da a luz , Cuando hay Ñiqui Ñiqui la plomada Salta y se expande sacando destellos o corazones.

### Tipos de Sims
El mundo sim tiene una alta gama de criaturas con las cuales jugar, la gran mayoría de estas son humanoides y son principalmente añadidas en expansiones, ocasionalmente también se les añade en actualizaciones o están desde el juego base.
Las criaturas suelen desenvolverse mejor en el pueblo de la expansión porque a veces estos vienen adecuados para sus necesidades, cada especie tiene diferencias especiales que le distinguen los unos de los otros e incluso algunas tienen habilidades especiales como lo son el control mental, volar, revivir plantas, super-velocidad o super-fuerza, llamar animales del mar, entre muchas otras.
- Sims: Los Sims son en representación de los humanos, estos son los únicos que aparecen en todas las versiones del juego a excepción de SimAnimals. En los Sims 2 se expandió él modo de juego para poder hacer generaciones de sims, así como una personalización avanzada del físico. En Los Sims 4, los sexos y géneros pueden ser totalmente personalizables, así como controlar que sims pueden o no embarazar o embarazarse, e incluso la preferencia de ropa entre masculina o femenina. Las necesidades de estos son: "higiene, vejiga, dormir, relaciones, hambre, diversión" y en algunas entregas está la de "entorno".

- Sim Planta/Simagrestes: (Solo disponibles en: Los Sims 2: Y Las Cuatro Estaciones, Los Sims 3: Movida en la Facultad y Los Sims 4). - Estos sims no pueden ser creados desde el inicio, en los Sims 2 y 3 solo pueden ser creados por otros sims, estos tendrán que contar con habilidad de ciencias y una máquina especial, a diferencia de los humanos estos poseen diferentes necesidades como lo son: amor, agua y luz solar, son verdes y no pueden cambiar de peinado o ropa, son amigables con las plantas y tienen habilidades especiales con las mismas. En Los Sims 3 ya pueden cambiar de peinado y ropa pero su piel sigue siendo de colores fantasía. En los Sims 4 aparecieron como personaje gratuito tras una actualización y solo pueden crearse con el uso del árbol mágico, el sim deberá comer "El Fruto Prohibido Simagreste".

- Sim Hada: (Solo disponibles en la expansión Los Sims: Magia Potagia, Los Sims 3: Criaturas Sobrenaturales y Los Sims: Gratuito). - En Los Sims 3 estas pueden portar alas de diversas formas además de poder volar con ellas, son amigables con las plantas y tienen habilidades para ayudar a otros seres vivos del juego, pueden curar estados negativos de los demás Sims y provocar buenos estados de animo. En Los Sims: Gratuito y Magia Potagia las Hadas son NPC, en el gratuito estas se adquieren en las sección de mascotas y son de una misión limitada, otra diferencia es que estas no son alimentadas y permanecen en su estado miniatura, en magia potagia solo aparece un hada llamada Mara.

- Sim Alíen: (Solo disponibles en los Sims 2: PS2 y PSP, Los Sims 2, Los Sims 3: Y las cuatro estaciones, Los Sims 4: ¡A trabajar! y en Los Sims: Gratuito). - estos poseen características físicas diferentes y poderes mentales, así como control mental, no dormir y abducir Sims en sus naves, para la versión de los Sims 2 para PSP, estos son los enemigos principales del jugador, mientras que en la versión de "Los Sims FreePlay", solo hay un Alíen que te ayuda a a hacer misiones.

- Sim Animals: (Solo disponibles en Los Sims: Animales a raudales, Los Sims 2: Mascotas, Los Sims 3: ¡Vaya Fauna!, Los Sims 2 : Mascotas (Console Edition/Mobile Edition), SimAnimals, Los Sims: Gratuito, Los Sims 3: ¡Vaya fauna! (Console Edition), Los Urbz: Sims en la Ciudad , Los Sims 4: Perros y gatos, Los Sims 4: Aventura en la selva y Los Sims 4: Mi primera mascota). - Estos fungen principalmente la función de mascotas o animales exóticos como los son: perros, gatos, conejos, caballos, zorros, renos, venados, insectos, aves, reptiles, roedores y peces, que se hallan en el mundo para poder capturar, coleccionar, cazar, adoptar o domar, a excepción del SimAnimals donde ellos sustituyen a los sims humanos. En las versiones del Sims 3 para consolas, los perros y gatos pueden trabajar como bomberos o policías a diferencia de su versión de PC, estos también pueden ser utilizados por el jugador y utilizar un poder karmico sobre ellos para poder transformarlos en humanos o viceversa. En Los Sims 4 se incluyó por primera vez al médico veterinario, en Aventura en la Selva si el sim es mordido por una araña o avispa venenosa, este morirá.
- Sim Licántropo: (Solo disponibles en Los Sims: Magia potagia, Los Sims 2: Mascotas y Los Sims 3: Criaturas sobrenaturales) - estos se transforman en la noche y pueden convertir a otros Sims en licántropos, o bien pueden ingerir una pócima que los transforme. Cuando se transforman tienen más energía pero la barra de hambre baja rápidamente, provoca que los Sims cercanos a él aumenten su necesidad de vejiga con sus aullidos, se transforman todos los días desde las 8 de la noche y vuelven a la normalidad en la mañana. Sus habilidades de Físico llegan a 10 durante su transformación, así también su grado de extrovertido y alegría. No se bañan por sí solos, comen más rápido, tiran basura y hacen destrozos. Desde los Sims 3 hay posibilidad de crear niños licántropos, pueden cazar, comer carne cruda, también pueden transformarse y des-transformarse a cualquier hora del día, sin embargo cuando hay luna llena el jugador ya no puede controlarlos. Cuando estos se transforman la ropa del sim se desgarra, sus ojos cambian de color y le sale vello por todo el cuerpo.

- Sim Vampiro: (Solo disponibles en Los Sims: Magia potagia, Los Sims 2: Noctámbulos , Los Sims 3: Al caer la noche, Los Sims 3: Criaturas sobrenaturales y en Los Sims 4: Vampiros). - estos son intolerantes al sol, son pálidos, rápidos y no duermen, no se pueden reflejar y pueden transformar a otros Sims o solo beber su sangre ya que no consumen alimentos normales. En los Sims 3 en vez de quemarse con el sol estos brillan en referencia a la saga Crepúsculo. En Los Sims 4 si se encuentran bajo los rayos del sol pueden quemarse y morir, también en esta versión pueden practicar habilidades diferentes para ser más poderosos y adquirir la inmunidad a los rayos del sol, su nivel se va midiendo desde "vampiro novato" hasta "vampiro maestro", los vampiros más avanzados podrán entrenar a los más nuevos, los ajos provocan malos estados de animo en ellos, algunas casas de Forgotten Hollow son propensas a ser invadidas por vampiros en la noche

- Sim Bruja/Hechicero/Gitana: (Solo disponibles en Los Sims: Magia potagia, Los Sims 2: Comparten piso, Los Sims 3: Criaturas sobrenaturales y Los Sims 4: Y el reino de magia). -Tienen apariencia de un Sim normal, con la única diferencia que puede hacer encantamientos, como lo son curar estados negativos, provocar accidentes o bien evitarlas. En los Sims 2 existen los "Buenos", "Malos" y "Neutrales", si la bruja es muy malvada su piel tornara color verde y no podrá ser cambiada, si se encuentran dos brujas de bandos distintos comenzarán un duelo de magia, además estas podrán invocar "Gatos espectrales" que también se dividen en 3 sub-categorías. En los Sims 3 las brujas pueden usar escobas como vehículos, también su aspecto cambia a uno totalmente humano y los ingredientes de las pócimas deberán ser comprados en tiendas especiales, sus mascotas evitarán que pierdan fuerza y energía al momento de hacer hechizos. En los Sims 2 las Gitanas son NPC y venden pociones por teléfono o bien, puedes encontrarlas por las calles.

- Sim Sirena/Tritón: (Solo disponibles en Los Sims 3: Aventura en la Isla,  Los Sims: Gratuito y Los Sims 4: Vida Isleña). - Estas nacen o pueden transformarse, nadan grandes distancias más rápido y no se ahogan, tienen habilidades con las criaturas del mar y así como las demás criaturas Sim, estas pueden catalogarse como "Sirena/Tritón Bueno o Malo", cuando no se hidratan seguido con agua de mar llegan a perder la cola y sino se hidratan pueden morir, estas pueden estar en tierra firme ya que les crecen piernas, las cuales se decoran con escamas de colores de la misma cola. En Los Sims: Gratuito, no tienen ninguna habilidad especial o necesidad que las distinga de los sims humanos, los sims solo pueden transformarse momentáneamente si entran a un río especial que solo estuvo disponible al cumplir una misión.

- SimBots/Servo/Plumbots: (Solo disponibles en Los Sims: Más vivos que nunca, Los Sims 2: Abren negocios, Los Sims 3: Triunfadores, Los Sims 3: ¡Vaya fauna! (Console Edition), Los Sims 3: Hacia el futuro y Los Sims 4 : "Días de Universidad"). - Son robots utilizables que solo pueden ser creados por otros Sims, más tarde estos ya eran posibles de crear desde el inicio del juego con los Sims 3 Hacia el futuro, están hechos para servir a los Sims humanos y tampoco se pueden reproducir, los Servos son mejores que los SimBots y los Plumbots son mejores que los Servos.

- Sim Genio: (Solo disponibles desde Los Sims: Más vivos que nunca, Los Sims 2: PS2, Los Sims 2: Y sus hobbies y Los Sims 3: Trotamundos). - Un genio puede conceder varios deseos al Sim que lo convocó, aunque los dos primeros juegos de Los Sims pueden llegar a tener consecuencias tanto positivas como negativas, en el Sims 2 de PS2 aparecen como artículo para comprar, hasta los Sims 3 estos pueden ser creados desde el inicio o transformar a un Sim humano con un elixir de Criaturas sobrenaturales.

- Sim Zombi: (Solo disponibles en Los Sims: Más vivos que nunca, Los Sims 2: Universitarios, Los Sims 2: Comparten piso y Los Sims 3: Criaturas sobrenaturales). - En la primera entrega eran el resultado de rogarle a la Parca para no matar a un sim, pero estos no tenían habilidades o diferencias en su comportamiento ya que solo se tornaban verdes hasta que se les diera un antídoto, en el Sims 2 no pueden ser creados desde el CAS y solo pueden crearse al terminar la profesión paranormal, sin embargo no pueden curarse de esa condición ni pueden contagiar a otros Sims. En los Sims 3 se puede comprar un elixir para transformarse o des-transformarse en zombis, o bien pueden ser mordidos por uno y en ocasiones son el resultado de una mala práctica de resurrección, si se obtiene el "Pre-Orden Bonus" de la Expansión, los personajes de Plants vs Zombies protegerán tu hogar de ellos (siendo las plantas las únicas cosas que los zombis pueden dañar), además de aparecer aleatoriamente en la noche de luna llena siendo enemigos potenciales para los sims comunes, pues las demás especies de sims no pueden ser infectadas. En los Sims 2 y 3 estos no pueden correr, saltar o caminar rápido, cuando uno de tus sims sea mordido dejarás de utilizarlo hasta curarlo.

- Sim Momia: (Solo disponibles en Los Sims: Más vivos que nunca, Los Sims 2 : Nintendo DS y Los Sims 3: Trotamundos). - Hay 2 variantes, las cuales están desde ser enemigos NPC hasta ser utilizables, estos son muy parecidas a los Zombis, las Momias no pueden crearse desde el CAS, desde el Sims 3 hay que juntar varias gemas o jarrones y un sarcófago especial para transformar a un Sim, la única manera de tener bebes Momia es momificando a los padres antes de que este nazca pues ya en ese estado no se pueden reproducir y son inmunes a las muertes por electricidad.

- Sim Fantasma: (Disponibles en todas las versiones de PC, Los Sims: Toman la calle, Los Sims 2 : PS2, Los Sims: Gratuito, Los Sims 3: ¡Vaya fauna! (Console Edition), MySims y en Los Sims 3 (Console Edition)y Sims 4. - No pueden ser creados desde el inicio ya que toda especie de Sim con la muerte se transformará en uno, en la primera entrega de la saga estos tenían forma humana solo que su piel era azul o verdosa, ojos brillantes y eran NPC (teniendo como característica salir a una hora específica para asustar a los Sims vivos), poseen diferentes tonalidades desde el Sims 2, esta es dependiendo del tipo de muerte que hayan tenido y todos son semi-transparentes, en los Sims 3 se pueden catalogar en "Fantasmas buenos" y "Fantasmas malos", solo la Parca, Bonehilda, Momia y el Yeti no pueden transformarse en fantasma cuando mueren, estos pueden ser capturados por "Cazafantasmas", como habilidades pueden poseer objetos para asustar a los Sims que están vivos y atravesar paredes, en los Sims 4 los colores representan su estado de animo y dependiendo de la forma en que murió este adquirirá habilidades especiales, Los Sims 3 es el único donde hay animales fantasma pero estos solo poseen dos colores, el azul es de vejez por tener más de 1000 puntos de felicidad y el rojo es de vejez por tener menos de 1000 de felicidad, en la versión de Los Sims FreePlay los Fantasmas son NPC y no poseen forma humana, estos solo aparecen gracias a objetos embrujados disponibles en la tienda del juego, su principal objetivo es ser cazados por el jugador para cumplir una misión.

- Amigo imaginario: (Solo disponibles en Los Sims 3: ¡Menuda familia!). - Se trata de un personaje que los niños pueden imaginar. Cuando nace un Sim viene de regalo en el buzón el muñeco, entonces, una vez en sus manos, deberá jugar mucho con él para tener la oportunidad de convertirlo en un ser como otro cualquiera, salvo que solo lo verá él, este crecerá con el niño hasta la adolescencia e incluso se podrán enamorar entre sí o de otro amigo imaginario.

- Yeti: (NPC solo disponible en Los Sims: Vacaciones, Los Sims 2: Nintendo DS y Los Sims 2: Bon Voyage) - en la primera entrega representa al "Abominable hombre de las nieves" y en la segunda a "Pie Grande", estos no pueden tener hijos o enamorarse, solo te pedirán alimentos y que seas su amigo o estos empezaran a tener actitudes mezquinas.

- Sim Esqueleto: (Solo disponibles en Los Sims: Magia potagia, Los Sims 3: Criaturas sobrenaturales y Los Sims 4: Aventura en la selva, a excepción de La Parca). - Bonehilda es una sirvienta que puede ser contratada o saldrá a limpiar todos los solares de "Ciudad Mágica", a diferencia de las demás sirvientas es más barata y puede alimentar a los bebes sin despertarlos, en la versión de Los Sims 3, no cobra, no cuida a los niños, no cuida el jardín, no se relaciona y no descansa. La Parca es el único esqueleto que ha aparecido en todas las entregas, esta representa a la muerte en los sims, y funge labor de verdugo, lleva consigo una guadaña con la que este asesinará al Sim cuando haya cumplido su ciclo de vida o la blandirá cuando haya muerto por accidentes o alguna otra causa, desde el Sims 3 utiliza una lista o una tableta electrónica para elegir el nombre del sim que se llevara consigo, en algunas versiones se puede negociar con él, e incluso retarlo para que no se lleve a un Sim, si la Parca ve a Boneheilda este huirá. En Los Sims 4: Aventura en la Selva puedes transformarte en uno mediante el uso de una reliquia en un plazo de dos días, estos también pueden ser contratados como sirvientes por un corto plazo de tiempo, no tienen necesidades de vejiga, hambre, energía e higiene, no se pueden reproducir y no son personalizables, si llegan a ingerir alimentos estos caerán al piso.
- Gatos Espectrales: (Solo disponibles en Los Sims 2: Mascotas y Los Sims 2: Comparten piso).- Los Gatos espectrales pueden ser "Malos", "Buenos" y "Neutros", dependiendo el bando de la bruja que los invoco, estos serán de color negro, blanco y gris en ese mismo orden, acompañados de auras verdes, azules y doradas respectivamente, a diferencia de los gatos comunes, estos no pueden cruzarse y no tienen la necesidad de vejiga, son inmunes al Tempus Interruptus y si su invocadora lo descuida o se va, este se desvanecerá.
- Unicornios: (Solo disponibles en Los Sims 3: ¡Vaya fauna! y Los Sims: Gratuito).- Los Unicornos se teletransportan, pueden hacer crecer más rápido las plantas, pueden extinguir el fuego de un incendio, no pueden revivir, cuando estos mueren la parca los monta, los abraza y se va con ellos, estos pueden maldecir o bendecir. En Los Sims FreePlay no tienen ninguna habilidad especial y solo pueden conseguirse mediante una misión.
- Dragones: (Solo disponibles en Los Sims: Magia potagia, Los Sims 3: Dragon Valley y Los Sims: Gratuito).- En Los Sims Magia potagia son amarillos, morados y rojos, todos tienen la misma habilidad de quemar cosas, son animales muy difíciles de mantener. En Los Sims 3 tienen habilidades especiales dependiendo su tono de piel: rojo, morado, verde y negro, los rojos pueden lanzar fuego, los morados ayudaran a relacionarte más rápido, los verdes ayudan a la naturaleza, encontrar reliquias y cosechar, los dragones negros pueden lanzar hechizos, invocar la flor de la muerte y fantasmas para atacar a otras especies de sims, todos los dragones hacen que ciertas necesidades disminuyan menos rápido, en Los Sims FreePlay no tienen ninguna habilidad especial.

### Sitios de videojuegos
- Sitio web oficial de Los Sims (en inglés)
- Sitio web oficial de la comunidad de Los Sims en Portalmix
- Sitio web oficial de Los Sims 2 en EA
- Sitio web oficial de Los Sims 3
- Sitio web oficial de Los Sims 3 (en inglés)
- Los Sims 3 Store

### Sitios de desarrolladores y distribuidores
- Sitio web oficial de Maxis (en inglés)
- Sitio web oficial de Electronic Arts
- Sitio web oficial de Electronic Arts (en inglés)

### Sucesos importantes
- Los Sims cumplen 10 años
- Los Sims: Celebrando 100 millones de juegos vendidos Archivado el 20 de enero de 2012 en Wayback Machine.

### Wiki
- Simspedia (en español)
- The Sims Wiki (en inglés)

- Datos: Q4897444
- Multimedia: The Sims / Q4897444